# 한글 점자
한글 점자(한글 點字, 한글 점자: ⠚⠒⠈⠮⠀⠨⠎⠢⠨)는 한글을 점자로 표현하기 위해 개발된 문자 체계이다. 다른 언어의 점자와는 달리, 한 점자에 한 글자가 대응되는 방식을 사용하지 않는다. 대신, 한글의 초성과 중성, 종성에 각각 한 점자를 대응시키는 방법을 사용한다.

## 역사
최초의 한글 점자는 1894년에 미국인 로제타 셔우드 홀(Rosetta Sherwood Hall)이 만들었다. 이 점자는 점 4개를 썼기 때문에 기호의 수가 부족했으며 체계가 잘 잡혀 있지 않다는 문제가 있었다. 그 외에 자음 3점, 모음 2점으로 구성된 3·2점 점자가 발표되기도 했으나 초성과 종성의 구분이 명확하지 않아 불편해서 폐기되었다. 현재의 한글 점자는 1926년 박두성이 발표한 ‘훈맹정음’(訓盲正音)에 기반한 것으로, 초성, 중성, 종성이 완전히 구분되고 대칭성을 활용해서 체계적으로 만든 것이다.
훈맹정음은 발표 후에도 맹학교와 관련된 사람들이 꾸준히 개정해 왔다. 1947년에 국립맹아학교의 이종덕, 전태환 등이 훈맹정음을 개정된 한글 맞춤법에 맞춰 문장 부호를 추가하고 일부 약자를 변경했으며, 1963년에는 옛 한글 점자, 1967년에는 수학 점자, 1973년에는 과학 점자가 발표되었다. 현재의 표준인 ‘한글 점자 통일안’은 이러한 개정 사항을 통합해서 1994년 11월 4일에 한글점자연구위원회가 발표한 것이다.

## 기호
한글 한 글자는 초성-중성-(종성) 순서대로 적는다.

### 현대 한글 낱자
| 자음 | ㄱ | ㄴ | ㄷ | ㄹ | ㅁ | ㅂ | ㅅ | ㅇ | ㅈ | ㅊ | ㅋ | ㅌ | ㅍ | ㅎ |
| 초성 | ⠈  | ⠉  | ⠊  | ⠐  | ⠑  | ⠘  | ⠠  | ⠛  | ⠨  | ⠰  | ⠋  | ⠓  | ⠙  | ⠚  |
| 종성 | ⠁  | ⠒  | ⠔  | ⠂  | ⠢  | ⠃  | ⠄  | ⠶  | ⠅  | ⠆  | ⠖  | ⠦  | ⠲  | ⠴  |

자음은 초성과 종성의 모양이 다르지만, 유사성을 띠고 있다. 종성의 모양은 초성의 좌우를 뒤집어 만들거나, 모양을 아래쪽으로 한 칸 내려서 만든다.
자음 점자는 두 줄 이하만을 사용한다. 초성 ㅇ은 원칙적으로 따로 쓰지 않으며, 따로 밝혀 적고자 할 때에만 ⠛(1-2-4-5)를 사용한다. 된소리로 된 초성 'ㄲ,ㄸ,ㅃ,ㅆ,ㅉ'는 초성 'ㄱ, ㄷ, ㅂ, ㅅ, ㅈ' 앞에 된소리표 ⠠(6)를 붙여 적는데, 된소리표의 점형은 된소리의 옛 표기인 ㅺ, ㅼ, ㅽ 등에 쓰인 ㅅ의 점형과 일치한다. 받침 'ㄲ'은 ⠁⠁(1, 1), 받침 'ㅆ'은 ⠌(3-4)로 적고, 나머지 겹받침은 해당하는 낱자를 순서대로 적는다. 
| 모음 | ㅏ | ㅑ | ㅓ | ㅕ | ㅗ | ㅛ | ㅜ | ㅠ | ㅡ | ㅣ | ㅐ | ㅔ |
| 점자 | ⠣  | ⠜  | ⠎  | ⠱  | ⠥  | ⠬  | ⠍  | ⠩  | ⠪  | ⠕  | ⠗  | ⠝  |

| 겹모음 | ㅒ    | ㅖ | ㅘ | ㅙ    | ㅚ | ㅝ | ㅞ    | ㅟ    | ㅢ |
| 점자   | ⠜ · ⠗ | ⠌  | ⠧  | ⠧ · ⠗ | ⠽  | ⠏  | ⠏ · ⠗ | ⠍ · ⠗ | ⠺  |

모음 기호는 세 줄을 모두 사용하며, ㅏ와 ㅑ, ㅜ와 ㅠ 같은 글자들은 서로 대칭이다. 모음 뒤에 '예'가, 또 'ㅑ, ㅘ, ㅜ, ㅞ' 다음에 '애'가 이어 나오는 경우 그 사이에 붙임표 ⠤(3-6)를 적는다. 다만, 중간에 행이 바뀌는 경우에는 적지 않아도 된다.
ㅒ, ㅙ, ㅞ, ㅟ에 쓰이는 ⠗(1-2-3-5)는 1983년 이전 한글 점자의 딴이의 점형에서 유래한 것으로, ㅐ의 점형과는 기원이 다르다.

### 옛한글 낱자
| 옛자음              | 초성                        | 종성          | 옛자음             | 점자             |
| ------------------- | --------------------------- | ------------- | ------------------ | ---------------- |
| ㅿ                  | ⠐ · ⠨                       | ⠐ · ⠅         | ㅥ                 | ⠐ · ⠉ · ⠉        |
| ㆁ                  | ⠐ · ⠙                       | ⠐ · ⠲         | ᅇ                 | ⠐ · ⠛ · ⠛        |
| ㆆ                  | ⠐ · ⠚                       | ⠐ · ⠴         | ㆅ                 | ⠐ · ⠚ · ⠚        |
| ㅱ                  | ⠐ · ⠑ · ⠶                   | ⠐ · ⠢ · ⠶     | ᄛ                 | ⠐ · ⠐ · ⠶        |
| ㅸ                  | ⠐ · ⠘ · ⠶                   | ⠐ · ⠃ · ⠶     | ㆄ                 | ⠐ · ⠙ · ⠶        |
| ㅹ                  | ⠐ · ⠘ · ⠘ · ⠶               | ⠐ · ⠘ · ⠘ · ⠶ | 단독 표기 사잇소리 | + 받침(ㅅ,ㅎ,..) |
| 소릿값 없는 종성 ㅇ | (예) 동국정운식 한자음 표기 | ⠐ · ⠶         |                    |                  |

| 옛모음 | ㆍ        | ㆍ        | ㆎ        | ㆎ            | ㆎ            | ㆉ            | ㆉ            | ㆉ        | ㆌ        | ㆌ        | ㆌ        | ㅣ 단독 표기 | ㅣ 단독 표기 |
| 점자   | ⠐ · ⠼     | ⠐ · ⠼     | ⠐ · ⠼ · ⠗ | ⠐ · ⠼ · ⠗     | ⠐ · ⠼ · ⠗     | ⠸ · ⠬ · ⠕     | ⠸ · ⠬ · ⠕     | ⠸ · ⠬ · ⠕ | ⠸ · ⠩ · ⠕ | ⠸ · ⠩ · ⠕ | ⠸ · ⠩ · ⠕ | ⠸ · ⠕        | ⠸ · ⠕        |
| 옛모음 | ㆇ        | ㆇ        | ㆇ        | ㆈ            | ㆈ            | ㆈ            | ㆈ            | ㆊ        | ㆊ        | ㆊ        | ㆋ        | ㆋ           | ㆋ           |
| 점자   | ⠸ · ⠬ · ⠜ | ⠸ · ⠬ · ⠜ | ⠸ · ⠬ · ⠜ | ⠸ · ⠬ · ⠜ · ⠗ | ⠸ · ⠬ · ⠜ · ⠗ | ⠸ · ⠬ · ⠜ · ⠗ | ⠸ · ⠬ · ⠜ · ⠗ | ⠸ · ⠩ · ⠱ | ⠸ · ⠩ · ⠱ | ⠸ · ⠩ · ⠱ | ⠸ · ⠩ · ⠌ | ⠸ · ⠩ · ⠌    | ⠸ · ⠩ · ⠌    |

옛한글은 다른 글자와 구별하기 위해 보통 옛글자표 ⠐(5)를 앞에 덧붙여서 쓴다. 초성 ㄹ과 혼동이 있을 경우에는 ⠸(4-5-6) 점을 사용한다. ㅲ, ㅼ 등의 합용병서를 표기하려면 옛글자표 ⠐(5) 뒤에 해당 낱자를 순서대로 적으면 되는데, 다만 받침으로 쓸 때에는 옛글자표 없이 바로 표기한다. 방점은 글자 앞에 적으며, 거성(去聲)은 ⠸⠂(4-5-6, 2), 상성(上聲)은 ⠸⠅(4-5-6, 1-3)을 사용한다.

### 약자/약어
| 약자 | 가     | 나     | 다     | 마     | 바     | 사     | 자     | 카     | 타     | 파     | 하     | 것     | 것     | ㅆ 받침 |
| 점자 | ⠫      | ⠉      | ⠊      | ⠑      | ⠘      | ⠇      | ⠨      | ⠋      | ⠓      | ⠙      | ⠚      | ⠸ · ⠎  | ⠸ · ⠎  | ⠌       |
| 약자 | 억(ᅟᅥᆨ) | 언(ᅟᅥᆫ) | 얼(ᅟᅥᆯ) | 연(ᅟᅧᆫ) | 열(ᅟᅧᆯ) | 영(ᅟᅧᆼ) | 옥(ᅟᅩᆨ) | 온(ᅟᅩᆫ) | 옹(ᅟᅩᆼ) | 운(ᅟᅮᆫ) | 울(ᅟᅮᆯ) | 은(ᅟᅳᆫ) | 을(ᅟᅳᆯ) | 인(ᅟᅵᆫ)  |
| 점자 | ⠹      | ⠾      | ⠞      | ⠡      | ⠳      | ⠻      | ⠭      | ⠷      | ⠿      | ⠛      | ⠯      | ⠵      | ⠮      | ⠟       |

1. ↑  다만, ㅅ·ㅆ·ㅈ·ㅉ·ㅊ 뒤에서는 '엉(ᅟᅥᆼ)

| 약어 | 그래서 | 그러나 | 그러면 | 그러므로 | 그런데 | 그리고 | 그리하여 |
| 점자 | ⠁ · ⠎  | ⠁ · ⠉  | ⠁ · ⠒  | ⠁ · ⠢    | ⠁ · ⠝  | ⠁ · ⠥  | ⠁ · ⠱    |

자주 쓰이는 글자나 단어에는 별도의 기호가 배당되어 있다. ⠠(6), ⠐(5), ⠰(5-6)은 문장 부호 등 특수한 용도로도 사용되므로 약자로 쓰지 않는다. 약자는 일반적으로 앞뒤에 다른 낱자를 붙여서 쓸 수 있으나 (넓던 = ⠉⠞⠃⠊⠾ (ㄴ + 얼 + ㅂ(받침) + ㄷ + 언), 목청껏 = ⠘⠭⠰⠻⠠⠈⠸⠎ (ㅁ + 옥 + ㅊ + 영 + (된소리) + 것) 등), 다음의 경우에는 정자로 적어야 한다. 그 사이에 줄이 바뀌면 약자를 써도 된다.
- '나, 다, 마, 바, 자, 카, 타, 파, 하' 다음에 모음이 올 경우.
  - 다만, 다음에 ‘예’가 오는 경우에는 받침 ㅆ과 구분하기 위해 붙임표를 사이에 적었으므로 약자를 사용한다.
- '팠'을 적을 경우. ('폐'와 구분하기 위함)
  - ‘났’, ‘탔’ 등은 약자를 그대로 사용하므로, ‘녜’, ‘톄’ 등과 구분이 불가하다.
- ‘셩’, ‘졍’, ‘쳥’ 등을 적을 경우. (‘영’의 약자가 ‘성’, ‘정’, ‘청’ 등에 쓰임)
- 옛한글 낱자에 쓰인 초성 뒤 ㅏ가 이어지는 경우. (ᄡᅡ: ⠐⠘⠠⠣)

‘껐’은 ‘것’의 약자를 적용하지 않고 ‘꺼’ 뒤에 받침 ㅆ의 약자를 적는다(⠠⠈⠎⠌).
약어의 경우, 다른 음절이 뒤에 붙어 쓰일 때에는 약어를 사용할 수 있지만, 앞에 붙을 경우는 정자로 써야 한다. 2006년 개정 이후 접속 부사어가 아닌 '그림을 그리고'와 같은 경우에서도 약어를 쓸 수 있게 되었다.

### 기타
| 문장 부호      | .                     | ?                     | !                     | ,                     | · (가운뎃점) | · (가운뎃점) | :            | :          | ;                   | ;                   | /                   | /                 |                   |                   |  |
| 점자           | ⠲                     | ⠦                     | ⠖                     | ⠐                     | ⠐ · ⠆        | ⠐ · ⠆        | ⠐ · ⠂        | ⠐ · ⠂      | ⠰ · ⠆               | ⠰ · ⠆               | ⠸ · ⠌               | ⠸ · ⠌             |                   |                   |  |
| 문장 부호      | “”                    | “”                    | ‘’                    | ‘’                    | ‘’           | ‘’           | ( )          | ( )        | ( )                 | ( )                 | { }                 | { }               | { }               | { }               |  |
| 점자           | ...                   | ...                   | ...                   | ...                   | ...          | ...          | ...          | ...        | ...                 | ...                 | ...                 | ...               | ...               | ...               |  |
| 문장 부호      | [ ]                   | [ ]                   | [ ]                   | [ ]                   | 『』         | 『』         | 『』         | 『』       | 「」                | 「」                | 「」                | 「」              | -                 | -                 |  |
| 점자           | ...                   | ...                   | ...                   | ...                   | ...          | ...          | ...          | ...        | ...                 | ...                 | ...                 | ...               | ⠤                 | ⠤                 |  |
| 문장 부호      | 《》                  | 《》                  | 《》                  | 《》                  | 〈〉         | 〈〉         | 〈〉         | 〈〉       | ― (줄표)            | ― (줄표)            | ~                   | ~                 |                   |                   |  |
| 점자           | ...                   | ...                   | ...                   | ...                   | ...          | ...          | ...          | ...        | ⠤ · ⠤               | ⠤ · ⠤               | ⠈ · ⠔               | ⠈ · ⠔             |                   |                   |  |
| 문장 부호      | 강조 (드러냄표, 밑줄) | 강조 (드러냄표, 밑줄) | 강조 (드러냄표, 밑줄) | 강조 (드러냄표, 밑줄) | 숨김표 (○)   | 숨김표 (○)   | 숨김표 (○)   | 숨김표 (○) | 숨김표 (×)          | 숨김표 (×)          | 숨김표 (×)          | 숨김표 (×)        |                   |                   |  |
| 점자           | ...                   | ...                   | ...                   | ...                   | ⠸ · ⠴ · ⠇    | ⠸ · ⠴ · ⠇    | ⠸ · ⠴ · ⠇    | ⠸ · ⠴ · ⠇  | ⠸ · ⠭ · ⠇           | ⠸ · ⠭ · ⠇           | ⠸ · ⠭ · ⠇           | ⠸ · ⠭ · ⠇         |                   |                   |  |
| 문장 부호      | 숨김표 (△)            | 숨김표 (△)            | 숨김표 (△)            | 숨김표 (△)            | 빠짐표 (□)   | 빠짐표 (□)   | 빠짐표 (□)   | 빠짐표 (□) | … (가운뎃점 줄임표) | … (가운뎃점 줄임표) | … (가운뎃점 줄임표) | … (마침표 줄임표) | … (마침표 줄임표) | … (마침표 줄임표) |  |
| 점자           | ⠸ · ⠬ · ⠇             | ⠸ · ⠬ · ⠇             | ⠸ · ⠬ · ⠇             | ⠸ · ⠬ · ⠇             | ⠸ · ⠶ · ⠇    | ⠸ · ⠶ · ⠇    | ⠸ · ⠶ · ⠇    | ⠸ · ⠶ · ⠇  | ⠠ · ⠠ · ⠠           | ⠠ · ⠠ · ⠠           | ⠠ · ⠠ · ⠠           | ⠲ · ⠲ · ⠲         | ⠲ · ⠲ · ⠲         | ⠲ · ⠲ · ⠲         |  |
| 문장 부호      | *, ※                  | *, ※                  | '                     | 〃                    | 〃           | ː (긴소리표) | ː (긴소리표) | , (자릿점) |                     |                     |                     |                   |                   |                   |  |
| 점자           | ⠐ · ⠔                 | ⠐ · ⠔                 | ⠄                     | ⠴ · ⠴                 | ⠴ · ⠴        | ⠠ · ⠄        | ⠠ · ⠄        | ⠂          |                     |                     |                     |                   |                   |                   |  |
| 연산·비교 기호 | +                     | +                     | − (뺄셈표)            | − (뺄셈표)            | ×            | ×            | ÷            | ÷          | =                   | =                   | >                   | >                 | <                 | <                 |  |
| 점자           | ⠢                     | ⠢                     | ⠔                     | ⠔                     | ⠡            | ⠡            | ⠌ · ⠌        | ⠌ · ⠌      | ⠒ · ⠒               | ⠒ · ⠒               | ⠢ · ⠢               | ⠢ · ⠢             | ⠔ · ⠔             | ⠔ · ⠔             |  |
| 화폐 기호      | ₩                     | ₩                     | ¢                     | ¢                     | $            | $            | £            | £          | ¥                   | ¥                   | €                   | €                 |                   |                   |  |
| 점자           | ⠈ · ⠺                 | ⠈ · ⠺                 | ⠈ · ⠉                 | ⠈ · ⠉                 | ⠈ · ⠎        | ⠈ · ⠎        | ⠈ · ⠇        | ⠈ · ⠇      | ⠈ · ⠽               | ⠈ · ⠽               | ⠈ · ⠑               | ⠈ · ⠑             |                   |                   |  |

1. ↑  굵은 글씨는 ⠰⠤…⠤⠆, 색상이나 모양으로 강조된 경우에는 ⠐⠤…⠤⠂ 또는 ⠈⠤…⠤⠁으로 나타낸다.
2. 1 2 3 4  각각 ○, ×, △, □의 수효대로 ⠴, ⠭, ⠬, ⠶을 반복하여 적는다. 다른 숨김표를 사용하는 때에는 ⠔, ⠢, 또는 ⠕로 대체한다.
3. ↑  참고표 ※를 별표 *와 구분할 필요가 있을 때는 ⠸⠔를 사용한다.

| 특수 부호 | 된소리   | 옛글자   | 수표     | 온표     | 로마자표      | 로마자 종료표 |        |        |
| 점자      | ⠠        | ⠐        | ⠼        | ⠿        | ⠴             | ⠲             |        |        |
| 특수 부호 | 일본어표 | 일본어표 | 중국어표 | 중국어표 | 기타 외국어표 | 기타 외국어표 | 한글표 | 한글표 |
| 점자      | ~        | ~        | ~        | ~        | ~             | ~             | ~      | ~      |
| 특수 부호 | 점역자주 | 점역자주 | 점형표   | 점형표   | 위 첨자       | 아래 첨자     |        |        |
| 점자      | ⠠ · ⠄    | ⠠ · ⠄    | ⠸ · ⠿    | ⠸ · ⠿    | ⠘             | ⠰             |        |        |

수표는 그 뒤에 하나 이상의 숫자가 따라온다는 것을 나타내며, 숫자 점자는 영어 점자와 동일하다. 온표는 한글 낱자의 앞에 붙여 'ㄱ'과 같이 낱자를 단독으로 적는 역할을 한다. 외국어표는 그 뒤에 영어 점자가 따라 온다는 것을 뜻한다.

## 참고 문헌
- 국립국어원. "2020 '한국 점자 규정' 한글 점자 규정 해설서"(온라인).
- 국립국어원. "(주요 개정 내용을 담은) 한국 점자 규정 안내서" (2024년 발간, 온라인).

## 같이 보기
- 점자